# Qingdao Da Hua
Qingdao Da Hua of Qingdao Dahua (Tsingtao Flower) is een hopvariëteit, gebruikt voor het brouwen van bier. Het is de meest geteelde hopvariëteit in China en wordt geteeld zowel in de provincie Gansu als in de autonome regio Xinjiang.
Deze hopvariëteit is een “bitterhop”, bij het bierbrouwen voornamelijk gebruik voor zijn bittereigenschappen.

## Kenmerken
- Alfazuur: 6,5%
- Bètazuur: 3,5%
- Eigenschappen: